# Tepotzotlán (municipi)
Tepotzotlán és un municipi de l'estat de Mèxic. Tepotzotlán és el cap de municipi i principal centre de població d'aquesta municipalitat. Aquest municipi és a la part nord-occidental de l'estat de Mèxic. Limita al nord amb els municipis de Huehuetoca i Coyotepec, al sud amb Cuautitlán Izcalli, a l'oest amb Chapa de Mota i a l'est amb Teoloyucan.